# Dean Tolson
Byron Dean Tolson (nacido el 25 de noviembre de 1951 en Kansas City, Misuri) es un exjugador de baloncesto estadounidense que disputó tres temporadas en la NBA, además de jugar en la CBA, la liga filipina, venezolana y la griega. Con 2,03 metros de estatura, jugaba en la posición de ala-pívot.

## Trayectoria deportiva

### Universidad
Jugó durante tres temporadas con los Razorbacks de la Universidad de Arkansas, en las que promedió 17,0 puntos y 11,0 rebotes por partido, esta última marca todavía es récord de la universidad. Logró 45 puntos ante Texas A&M Aggies, la tercera mejor anotación en un partido por parte de un jugador de los Razorbacks. Acabó su carrera sin saber ni leer ni escribir, teniendo incluso que recurrir a un amigo para que le leyera su primer contrato profesional, algo que subsanó a los 32 años, tras acabar su carrera, regresando a las aulas para sacarse el bachillerato.

### Profesional
Fue elegido en la octogésima posición del Draft de la NBA de 1974 por Seattle SuperSonics, y también por los New York Nets en el puesto 70 del draft de la ABA, fichando por los Sonics en diciembre, tras ser descartado en un primer momento. Apenas contó para su entrenador, Bill Russell, que lo alineó en 19 partidos en los que promedió 2,3 puntos y 1,2 rebotes.
Al año siguiente fichó por los Hazleton Bullets por 100 dólares por partido, regresando a los Sonics al año siguiente, firmando por una temporada y 45.000 dólares. Actuando como suplente de Bruce Seals, promedió 6,0 puntos y 2,6 rebotes por partido.
Nada más comenzar la temporada 1977-78 fue despedido, regresando a la CBA, a los Anchorage Northern Knights, marchándose al año siguiente a la liga filipina, donde permaneció 3 temporadas, jugando posteriormente en Venezuela y en el AEK Atenas griego, antes de retirarse definitivamente.

## Estadísticas de su carrera en la NBA

### Temporada regular
| Temporada | Edad | Equipo              | Liga | P  | TIT | MIN | TC  | TCA | %TC  | 3P | 3PA | %3P | TL  | TLA | %TL  | R.OF. | R.DEF. | REB | ASIS | ROB | TAP | PER | FP  | PTS |
| 1974-75   | 23   | Seattle SuperSonics | NBA  | 19 |     | 4.6 | 0.8 | 1.9 | .432 |    |     |     | 0.6 | 0.9 | .647 | 0.6   | 0.5    | 1.2 | 0.3  | 0.2 | 0.3 |     | 0.6 | 2.3 |
| 1976-77   | 25   | Seattle SuperSonics | NBA  | 60 |     | 9.8 | 2.3 | 4.0 | .566 |    |     |     | 1.4 | 2.7 | .535 | 1.2   | 1.4    | 2.6 | 0.5  | 0.5 | 0.4 |     | 1.4 | 6.0 |
| 1977-78   | 26   | Seattle SuperSonics | NBA  | 1  |     | 7.0 | 0.0 | 1.0 | .000 |    |     |     | 0.0 | 0.0 |      | 0.0   | 0.0    | 0.0 | 2.0  | 0.0 | 0.0 | 1.0 | 2.0 | 0.0 |
| Total     |      |                     | NBA  | 80 |     | 8.5 | 1.9 | 3.5 | .546 |    |     |     | 1.2 | 2.2 | .545 | 1.1   | 1.2    | 2.2 | 0.4  | 0.5 | 0.3 | 1.0 | 1.2 | 5.0 |

### Playoffs
| Temporada | Edad | Equipo              | Liga | P | MIN | TCA | TC | 3PA | 3P | TLA | TL | R.OF. | REB | ASIS | ROB | TAP | PER | FP | PTS | %TC  | %3P | %FT   | MIN | PTS | REB | AST |
| 1974-75   | 23   | Seattle SuperSonics | NBA  | 4 | 22  | 1   | 8  |     |    | 2   | 2  | 4     | 7   | 1    | 0   | 0   |     | 3  | 4   | .125 |     | 1.000 | 5.5 | 1.0 | 1.8 | 0.3 |
| Total     |      |                     | NBA  | 4 | 22  | 1   | 8  |     |    | 2   | 2  | 4     | 7   | 1    | 0   | 0   |     | 3  | 4   | .125 |     | 1.000 | 5.5 | 1.0 | 1.8 | 0.3 |